# Senátní obvod č. 37 – Jičín
Senátní obvod č. 37 – Jičín je podle zákona č. 247/1995 Sb. tvořen celým okresem Jičín a severní částí okresu Nymburk, ohraničenou na jihu obcemi Lysá nad Labem, Stratov, Kostomlaty nad Labem, Kostomlátky, Písty, Nymburk, Budiměřice, Křečkov, Pátek, Choťánky, Libice nad Cidlinou a Oseček.
Současným senátorem je od roku 2016 Tomáš Czernin, který byl do Senátu zvolen za TOP 09 v rámci koalice SPOLU (tj. ODS, KDU-ČSL, TOP 09).

## Senátoři

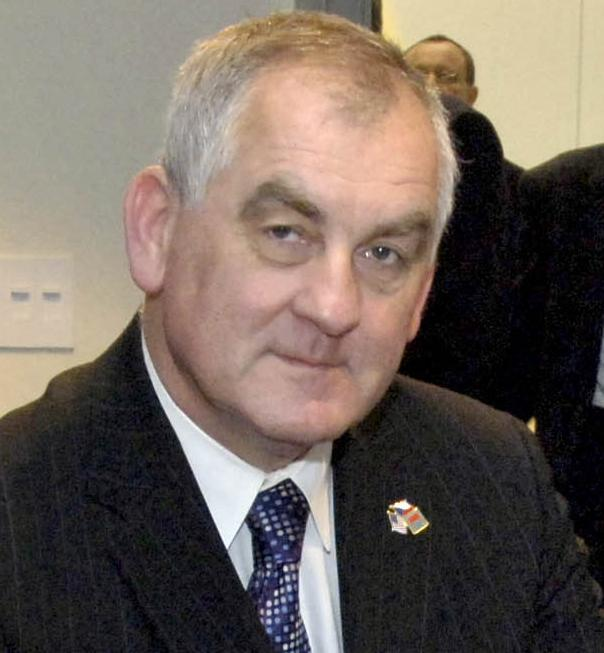
Jiří Liška
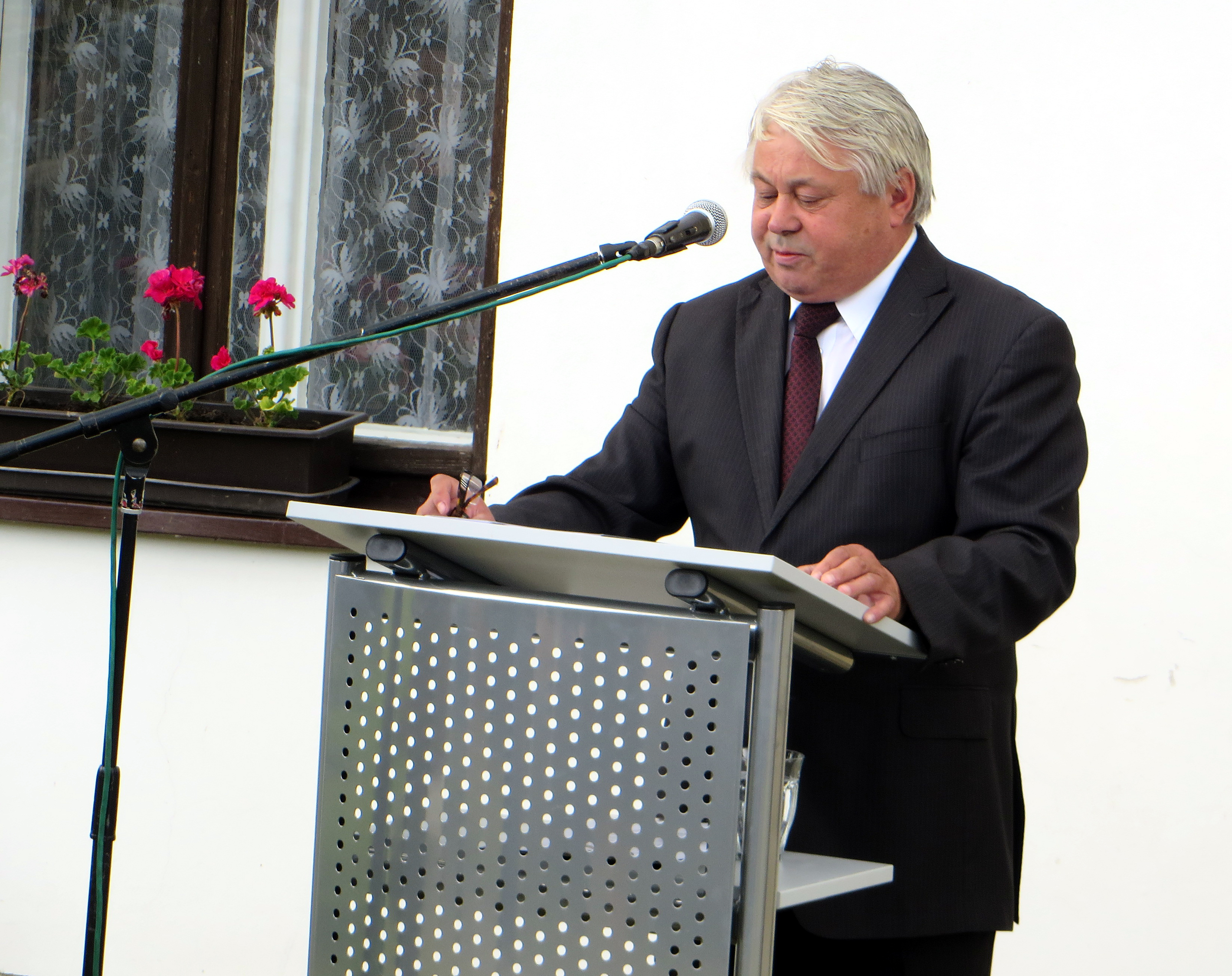
Josef Táborský
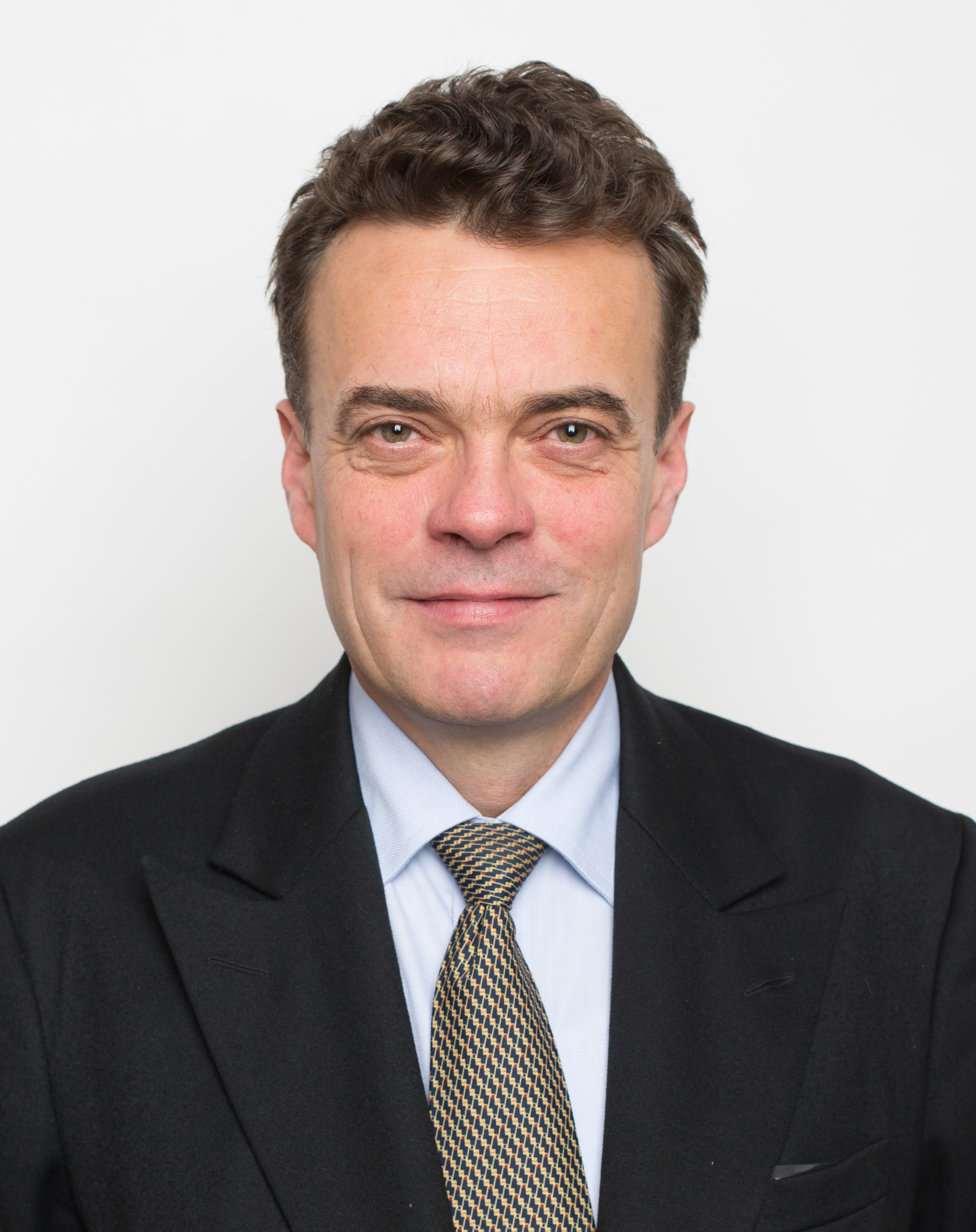
Tomáš Czernin

| Volby | Volby                | Senátor        | Volební strana | Navrhující strana | Politická příslušnost | Odkaz  |
| ----- | -------------------- | -------------- | -------------- | ----------------- | --------------------- | ------ |
|       | 1996                 | Jiří Liška     | ODS            | ODS               | ODS                   | profil |
| 1998  |                      | Jiří Liška     | ODS            | ODS               | ODS                   | profil |
| 2004  |                      | Jiří Liška     | ODS            | ODS               | ODS                   | profil |
|       | 2010                 | Josef Táborský | ČSSD           | ČSSD              | ČSSD                  | profil |
|       | 2016                 | Tomáš Czernin  | TOP 09, STAN   | TOP 09            | TOP 09                | profil |
| 2022  | KDU-ČSL, ODS, TOP 09 | Tomáš Czernin  | profil         | TOP 09            | TOP 09                |        |

## Volby

### Rok 1996
| Kandidát                        | Volební strana | Navrhující strana | Politická příslušnost | Počet hlasů (1. kolo) | %     | Počet hlasů (2. kolo) | %     |
| ------------------------------- | -------------- | ----------------- | --------------------- | --------------------- | ----- | --------------------- | ----- |
| MVDr. Jiří Liška                | ODS            | ODS               | ODS                   | 15 932                | 44,79 | 18 736                | 56,52 |
| Josef Horáček                   | ČSSD           | ČSSD              | ČSSD                  | 7 617                 | 21,41 | 14 412                | 43,48 |
| Prof. PhDr. Karel Šibrava, CSc. | KSČM           | KSČM              | KSČM                  | 5 684                 | 15,98 | —                     | —     |
| Ing. Luděk Puš                  | KDU-ČSL        | KDU-ČSL           | BEZPP                 | 4 713                 | 13,25 | —                     | —     |
| Ing. Radko Pavlovec             | DEU            | DEU               | DEU                   | 1 623                 | 4,56  | —                     | —     |

### Rok 1998
| Kandidát             | Volební strana | Navrhující strana | Politická příslušnost | Počet hlasů (1. kolo) | %     | Počet hlasů (2. kolo) | %     |
| -------------------- | -------------- | ----------------- | --------------------- | --------------------- | ----- | --------------------- | ----- |
| MVDr. Jiří Liška     | ODS            | ODS               | ODS                   | 15 852                | 40,20 | 13 097                | 64,06 |
| František Ringo Čech | ČSSD           | ČSSD              | ČSSD                  | 8 157                 | 20,68 | 7 347                 | 35,94 |
| PhDr. Čestmír Jung   | 4KOALICE       | 4KOALICE          | BEZPP                 | 7 433                 | 18,85 | —                     | —     |
| PaedDr. Jan Novák    | KSČM           | KSČM              | KSČM                  | 5 692                 | 14,43 | —                     | —     |
| Ing. Jiří Drobeček   | ČSNS           | ČSNS              | BEZPP                 | 2 302                 | 5,84  | —                     | —     |

### Rok 2004
| Kandidát              | Volební strana | Navrhující strana | Politická příslušnost | Počet hlasů (1. kolo) | %     | Počet hlasů (2. kolo) | %     |
| --------------------- | -------------- | ----------------- | --------------------- | --------------------- | ----- | --------------------- | ----- |
| MVDr. Jiří Liška      | ODS            | ODS               | ODS                   | 12 529                | 47,13 | 14 113                | 71,40 |
| Vladimír Jeník        | KSČM           | KSČM              | BEZPP                 | 4 493                 | 16,90 | 5 653                 | 28,59 |
| Ing. Mgr. Jiří Vitvar | KDU-ČSL        | KDU-ČSL           | KDU-ČSL               | 4 237                 | 15,93 | —                     | —     |
| Ing. Miloš Petera     | ČSSD           | ČSSD              | ČSSD                  | 3 326                 | 12,51 | —                     | —     |
| Iva Dousková          | NEZ            | NEZ               | BEZPP                 | 1 996                 | 7,50  | —                     | —     |

### Rok 2010
| Kandidát            | Volební strana | Navrhující strana | Politická příslušnost | Počet hlasů (1. kolo) | %     | Počet hlasů (2. kolo) | %     |
| ------------------- | -------------- | ----------------- | --------------------- | --------------------- | ----- | --------------------- | ----- |
| Ing. Josef Táborský | ČSSD           | ČSSD              | ČSSD                  | 11 635                | 24,97 | 14 558                | 54,09 |
| MVDr. Jiří Liška    | ODS            | ODS               | ODS                   | 12 680                | 27,21 | 12 352                | 45,90 |
| Ing. Tomáš Czernin  | TOP 09, STAN   | TOP 09            | TOP 09                | 8 619                 | 18,50 | —                     | —     |
| RNDr. Jiří Kuhn     | KDU-ČSL        | KDU-ČSL           | BEZPP                 | 4 629                 | 9,93  | —                     | —     |
| Ing. Otakar Ruml    | KSČM           | KSČM              | KSČM                  | 4 553                 | 9,77  | —                     | —     |
| Miroslav Voda       | Suverenita     | Suverenita        | BEZPP                 | 2 314                 | 4,96  | —                     | —     |
| MUDr. Jiří Hvězda   | VV             | VV                | BEZPP                 | 2 155                 | 4,62  | —                     | —     |

### Rok 2016
| Kandidát             | Volební strana | Navrhující strana | Politická příslušnost | Počet hlasů (1. kolo) | %     | Počet hlasů (2. kolo) | %     |
| -------------------- | -------------- | ----------------- | --------------------- | --------------------- | ----- | --------------------- | ----- |
| Ing. Tomáš Czernin   | TOP 09, STAN   | TOP 09            | TOP 09                | 10 472                | 28,51 | 11 075                | 59,13 |
| JUDr. Jan Malý       | ANO            | ANO               | ANO                   | 9 226                 | 25,11 | 7 653                 | 40,86 |
| Ing. Josef Táborský  | ČSSD           | ČSSD              | ČSSD                  | 5 211                 | 14,18 | —                     | —     |
| Mgr. Věra Beranová   | KSČM           | KSČM              | KSČM                  | 4 222                 | 11,49 | —                     | —     |
| Ivan Doležal         | ODS            | ODS               | ODS                   | 3 765                 | 10,25 | —                     | —     |
| Ing. Jiří Fiala      | Rozumní        | Rozumní           | BEZPP                 | 2 663                 | 7,25  | —                     | —     |
| MUDr. Vladimír Dryml | Úsvit          | Úsvit             | BEZPP                 | 1 171                 | 3,18  | —                     | —     |

### Rok 2022
Ve volbách v roce 2022 obhajoval svůj mandát za koalici SPOLU (ODS, KDU-ČSL, TOP 09) senátor Tomáš Czernin. Mezi jeho šest vyzyvatelů patřili krajský zastupitel Jaromír Dědeček z hnutí ANO nebo ředitel ZOO Chleby René Franěk z ODS, který měl původně kandidovat za tuto stranu, vedení ODS ale nakonec podpořilo kandidaturu Tomáše Czernina. Reného Fraňka poté do voleb nominovali Svobodní. Do Senátu kandidovali také učitelka v mateřské škole Eva Kotyzová z SPD, starostka Železnice a nestranička za STAN Dana Kracíková, redaktorka Marta Martinová jako nestranička za Piráty a právník Václav Ort, který v letech 2018 až 2021 působil jako místopředseda KSČM.
První kolo vyhrál s 28,99 % hlasů Tomáš Czernin, do druhého kola s ním postoupil Jaromír Dědeček, který obdržel 26,17 % hlasů. Druhé kolo vyhrál s 53,83 % hlasů Tomáš Czernin.
| Kandidát | Kandidát                 | Volební strana       | Navrhující strana | Politická příslušnost | Počet hlasů (1. kolo) | %     | Počet hlasů (2. kolo) | %     |
| -------- | ------------------------ | -------------------- | ----------------- | --------------------- | --------------------- | ----- | --------------------- | ----- |
|          | Ing. Tomáš Czernin       | KDU-ČSL, ODS, TOP 09 | TOP 09            | TOP 09                | 14 618                | 28,99 | 14 449                | 53,83 |
|          | Ing. Jaromír Dědeček     | ANO                  | ANO               | ANO                   | 13 198                | 26,17 | 12 391                | 46,16 |
|          | Ing. Dana Kracíková      | STAN                 | STAN              | BEZPP                 | 6 498                 | 12,88 | —                     | —     |
|          | Ing. René Franěk         | Svobodní             | Svobodní          | ODS                   | 5 619                 | 11,14 | —                     | —     |
|          | Eva Kotyzová             | SPD                  | SPD               | SPD                   | 5 041                 | 9,99  | —                     | —     |
|          | Mgr. Bc. Marta Martinová | Piráti               | Piráti            | BEZPP                 | 3 639                 | 7,21  | —                     | —     |
|          | JUDr. Václav Ort         | KSČM                 | KSČM              | KSČM                  | 1 809                 | 3,58  | —                     | —     |

## Volební účast
|  | nejvyšší volební účast |  | nejnižší volební účast |

| Rok  | % (1. kolo) | % (2. kolo) |
| ---- | ----------- | ----------- |
| 1996 | 37,23       | 33,98       |
| 1998 | 47,61       | 20,51       |
| 2004 | 28,26       | 19,22       |
| 2010 | 47,14       | 25,15       |
| 2016 | 33,86       | 16,28       |
| 2022 | 45,70       | 23,21       |